# Радельгар (князь Беневенто)
Радельгар (итал. Radelgardo, лат. Radelgar, умер в 854) — князь Беневенто (851—854), старший сын Радельхиза I и Каретруды.

## Биография
Радельгар стал князем Беневенто в 851 году после смерти отца. Спустя три года он умер сам. Ему унаследовал его брат Адельхиз, поскольку сын Радельгара, Вайфер, был ещё слишком молод. Помимо сына, у Радельгара была также дочь, позже ставшая женой князя Капуи Ландо III.